# ウォーターフットプリント

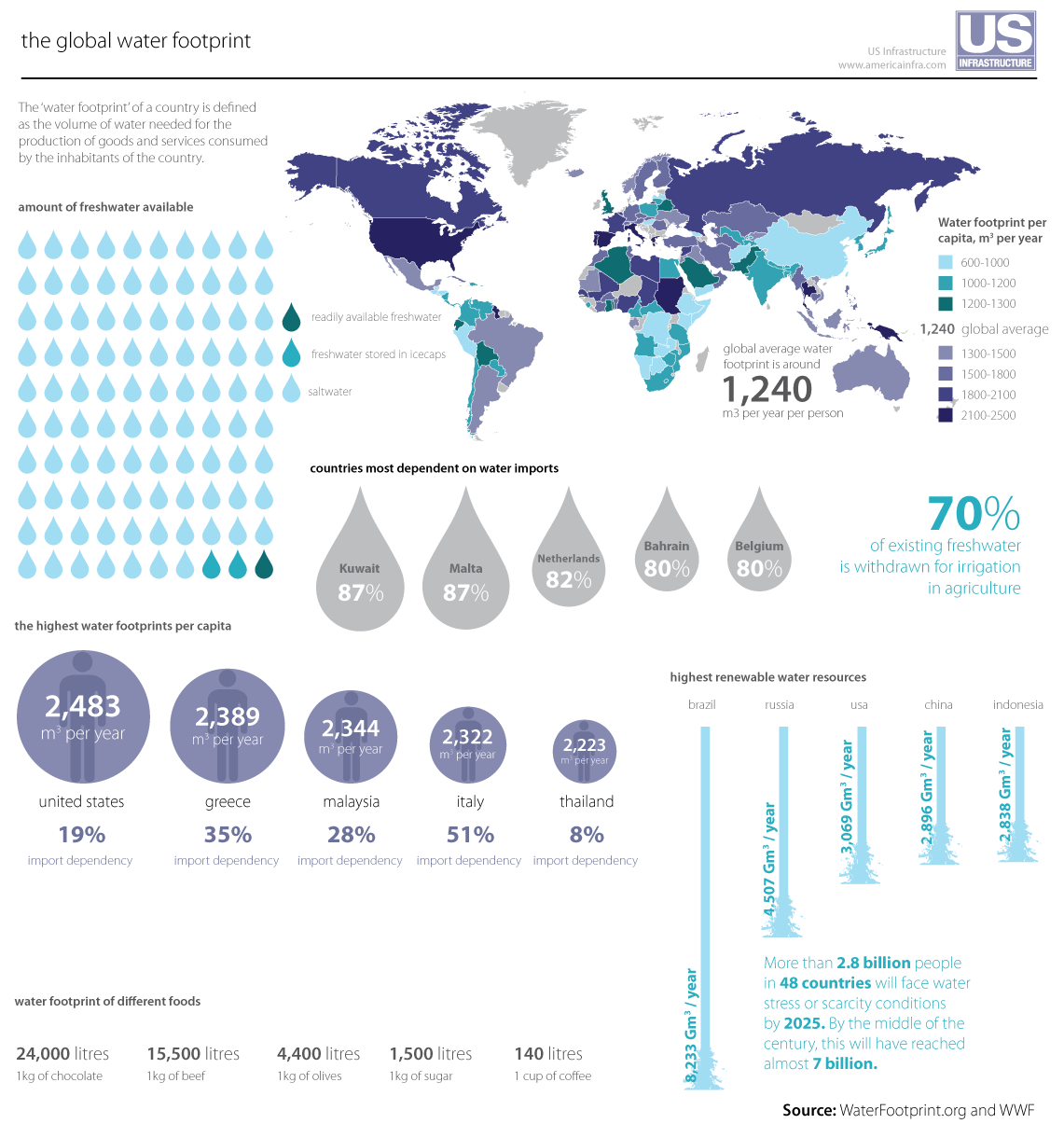
World Water Footprint

ウォーターフットプリント（英: Water footprint、略:WF）とは、人間活動により消費、汚染および基準値以下に希釈するのに使われた淡水の量を評価したものである。

## 概要
ウォーターフットプリントは人類がサプライチェーンからエンドユーザーまでにかかわる、あらゆる製品の栽培、生産、製造、加工、輸送、流通の消費、汚染、廃棄、リサイクルなど全ての淡水のライフサイクルを含めた、淡水の使用量、水環境の影響を定量的に評価するためのものである。ウォーターフットプリントは三種類に分けられ、雨水による土壌中の水分であるグリーンウォーター、地表面の池や川や地下水であるブルーウォーター、汚染物質を希釈するために使われるグレーウォーターである。世界で使われるウォーターフットプリントの総量は約9087十億 m3/年（1996-2005年）であり、最も多い水の種類はグリーンウォーター（天水）であり約6684十億 m3/年（74%）であり、最も利用量の多い産業は農業であり約8363十億 m3/年（92％）が使われた。

## 分類

### グリーンウォーター
天水（雨水）が土壌中に染み込み、作物によって吸収され、蒸発発散する水のことである。
これは農作物に関連しており、作物によって吸収された水の一部は蒸散して大気へと放出され再び雨となり他の利用者に利用される。一方で、蒸散し大気へと放出されるということは、蒸散した分の水は土壌へと浸透して地下水にならずに他の利用者が利用できないということでもある。

### ブルーウォーター
川や湖などの地表に在る水や、地下水脈などに在る水のことである。製品生産において利用された地下水や地表水は元のシステムに戻らない量として定義される 。

### グレーウォーター
製品やサービスの生産に伴う汚染水の量を指し、また汚染水を基準値未満に希釈するために使われる水のことである。農業生産では硝酸塩とリン酸塩（肥料）の濃度や土壌から浸出する農薬の濃度を定められた基準値に希釈するための量である。工業生産においても、定められた基準値に希釈するための量であるが、下流では地方自治体の処理施設を使用するため複雑になっている。

## データ
世界で使われるウォーターフットプリントの総量は約9087十億 m3/年（1996-2005年）であり、グリーン（天水）6684十億 m3/年（74%）、ブルー（灌漑用水）1025十億 m3/年（11%）、グレー（廃水）1378十億 m3/年（15%）である。その内の約8363十億 m3/年（92％）が農畜産に使われており、約6684十億 m3/年 （80％）がグリーンウォーターである。農作物の生産には総量の約7404十億m3/年（81％）が使われ、牧草地に913 十億 m3/年、家畜の飲水などに46十億 m3/年 が使われた。家畜の生産には牧草地、飲水、飼料農作物を含め約2422十億 m3/年（27%）が使わている。工業生産では約400十億 m3/年（4％）、家庭では約324十億 m3/年（3.5％） の水が使われている。
|                | 農業生産   | 農業生産   | 農業生産            | 農業生産   | 鉱工業生産 | 家庭用水供給 | 合計        |
| 作物生産       | 作物生産   | 牧草地     | 家畜飼養用 の水供給 |            | 鉱工業生産 | 家庭用水供給 | 合計        |
| -              | 飼料生産   | 牧草地     | 家畜飼養用 の水供給 |            | 鉱工業生産 | 家庭用水供給 | 合計        |
| -------------- | ---------- | ---------- | ------------------- | ---------- | ---------- | ------------ | ----------- |
| グリーン       | 5771       | 5771       | 913                 | -          | -          | -            | 6684 (74%)  |
| グリーン       | -          | 1199       | 913                 | -          | -          | -            | 6684 (74%)  |
| ブルー         | 899        | 899        | -                   | 46         | 38         | 42           | 1025 (11%)  |
| ブルー         | -          | 105        | -                   | 46         | 38         | 42           | 1025 (11%)  |
| グレー         | 733        | 733        | -                   | -          | 363        | 282          | 1378 (15%)  |
| グレー         | -          | 159        | -                   | -          | 363        | 282          | 1378 (15%)  |
| 合計           | 8363 (92%) | 8363 (92%) | 8363 (92%)          | 8363 (92%) | 400 (4%)   | 324 (4%)     | 9087 (100%) |
| 合計           | 7404 (81%) | 7404 (81%) | 913 (10%)           | 46 (1%)    | 400 (4%)   | 324 (4%)     | 9087 (100%) |
| 合計           | -          | 1463 (16%) | 913 (10%)           | 46 (1%)    | 400 (4%)   | 324 (4%)     | 9087 (100%) |
| 輸出用水       | 1597       | 1597       | 1597                | 1597       | 165        | 0            | 1762        |
| 輸出用水対総比 | 19%        | 19%        | 19%                 | 19%        | 41%        | 0%           | 19%         |